# Somal

Somal est un hameau du village de Heure-en-Famenne dans la province de Namur, en Belgique. Administrativement il fait partie de la commune de Somme-Leuze, en Région wallonne.  Avant la fusion des communes, Somal faisait déjà partie de la commune de Somme-Leuze.

## Description
Situé à l'ouest de Somme-Leuze, ce hameau de Famenne étire ses quelques habitations le long d'une route de campagne d'axe nord-sud sur une distance d'environ 2 km. Il est traversé par la Somme et se trouve entre Maffe (au nord) et Moressée et Heure (au sud). Un bief agencé au sud du château y a créé quelques étangs. 

## Patrimoine
Somal est essentiellement connu pour deux bâtiments voisins repris sur la liste du patrimoine immobilier classé de Somme-Leuze depuis 1980 :
- le château-ferme de Somal qui aurait été érigé au XVIe siècle dispose d'un château bâti en moellons de grès et calcaire. Il possède une tourelle ronde et un toit en croupes[1]. Un porche permet l'entrée dans la cour. Il se situe sur la rive gauche de la Somme.

- la chapelle Saint Roch se trouve à une centaine de mètres au nord du château-ferme. Elle compte peu d'ouvertures et possède un clocheton à trois niveaux. Le site de la chapelle avoisinant une longue fermette blanche à colombages est remarquable.